# Anthurium ocotepecense
Anthurium ocotepecense är en kallaväxtart som beskrevs av Eizi Matuda. Anthurium ocotepecense ingår i släktet Anthurium och familjen kallaväxter. Inga underarter finns listade.